# Puynormand
Puynormand ist eine französische Gemeinde mit 309 Einwohnern (Stand: 1. Januar 2022) im Département Gironde in der Region Nouvelle-Aquitaine (vor 2016 Aquitaine). Sie gehört zum Arrondissement Libourne und zum Kanton Le Nord-Libournais.

## Lage
Puynormand liegt 25 Kilometer nordöstlich von Libourne und etwa 48 Kilometer ostnordöstlich von Bordeaux an der Grenze zum Département Dordogne. Umgeben wird Puynormand von den Nachbargemeinden Saint-Seurin-sur-l’Isle im Norden, Gours im Nordosten und Osten, Minzac im Osten und Südosten, Francs im Süden, Tayac im Südwesten, Petit-Palais-et-Cornemps im Westen sowie Saint-Sauveur-de-Puynormand im Westen und Nordwesten. Im Norden der Gemeinde verläuft die Autoroute A89.

## Bevölkerungsentwicklung
| Jahr                       | 1962 | 1968 | 1975 | 1982 | 1990 | 1999 | 2011 | 2020 |
| Einwohner                  | 285  | 284  | 272  | 228  | 244  | 247  | 313  | 307  |
| Quellen: Cassini und INSEE |      |      |      |      |      |      |      |      |

## Sehenswürdigkeiten
- Kirche Saint-Hilaire (Monument historique)

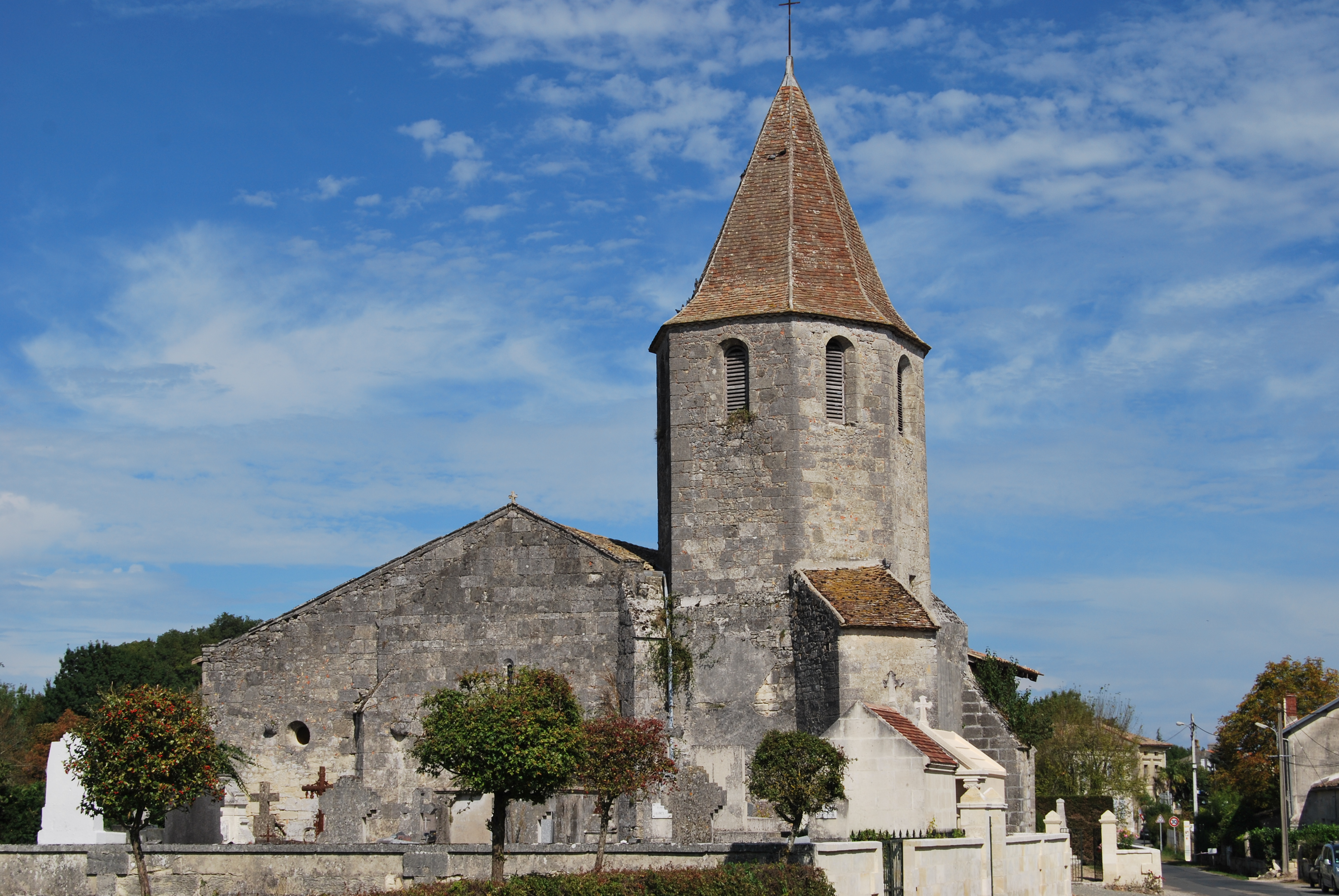
Kirche Saint-Hilaire

- Schloss